# Eisenhammer Sperlhammer
Sperlhammer ist ein Dorf und Gemeindeteil des Oberpfälzer Marktes Luhe-Wildenau, Landkreis Neustadt an der Waldnaab. 

## Geschichte
Früher bestand hier ein Eisenhammer, der vom Wasser der Haidenaab betrieben wurde. 
Dieser Schienhammer ist vom 15. bis zum 17. Jahrhundert belegt; er wurde von der Familie Sperl aus Sulzbach betrieben. 1478 ist Lorenz Sperl und 1500 Hans Spärl von der Weiden als Besitzer überliefert. Der Hammer wurde auch nach dem Dreißigjährigen Krieg weitergeführt. 1733 saß hier Christoph Sperl, der sich auch Sperl von der Heidenaab nannte. Noch 1780 wurde hier Erz verhüttet, das aus Amberg mit Fuhrwerken herbeigebracht wurde. 

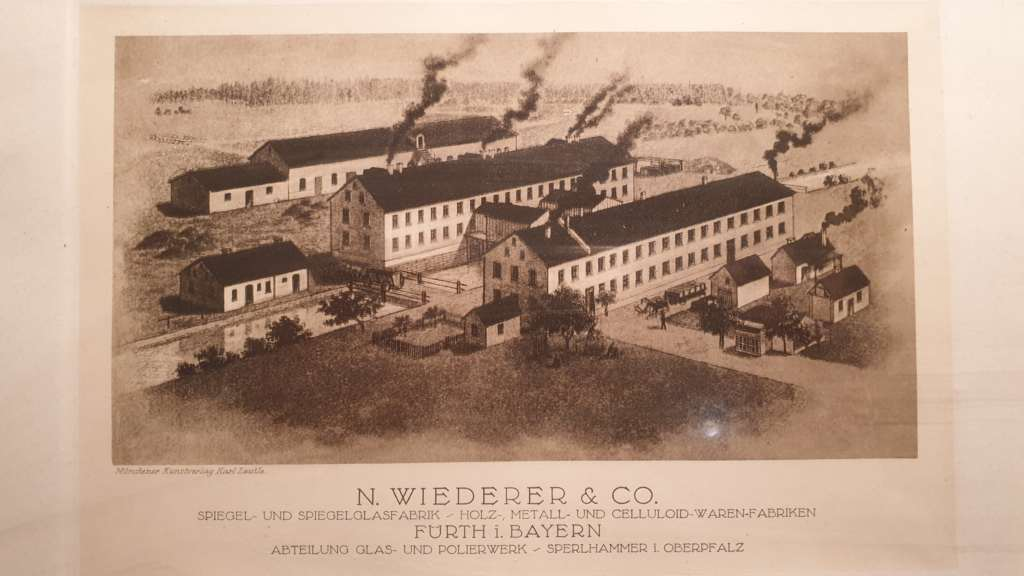
Polierwerk Sperlhammer (1909)

1792 wird ein „Sperlhammer und polier landsässich“ genannt; das Werk war also um diese Zeit in ein Glasschleif- und Polierwerk umgewandelt worden. 1804 arbeiteten hier sechs Glasschleifer, drei Polierer, vier Tagelöhner sowie der Bestandsmüller, d. h. der Pächter des Werkes. Das Werk war im Besitz der Freifrau Magdalena von Aretin. Dienstbar war das Werk zum Landsassengut Rothenstadt bzw. zum Amt Parkstein-Weiden. 1808 wird als Besitzer Freiherr von Allenthum angeführt; unter ihm waren 13 Arbeiter beschäftigt. Da die hiesigen Böden als sandig und wenig ergiebig beschrieben wurden, betrieben die Einwohner die Landwirtschaft nur im Nebenerwerb, und Sperlhammer war als Arbeiterdorf (1817: 34, 1861: 61 Einwohner) anzusehen. 
Die von Aretin verkauften das Gut an die Familia Arnstein. Diese ließ das alte Herrenhaus, den Hammer und die Mühle abreißen und an der Stelle ein Glaspolier- und Schleifwerk errichten. 1891 war dies im Besitz von Ferdinand und Nepomuk Prössl. Um 1900 war der Sperlhammer im Besitz des Schnupftabakproduzenten Johann Prössl. Nach dem Zweiten Weltkrieg wurde die Glasveredelung wieder aufgenommen, musste aber 1958 wegen der Konkurrenzsituation und besseren Produktionsbedingungen anderenorts eingestellt werden. Heute ist hier noch ein Elektrizitätswerk vorhanden; das alte Schleifgebäude steht rechts, das Poliergebäude links der Haidenaab; beide stehen zurzeit leer. Reste der Anlagen (Führung der Wasserräder, Kraftübertragungsanlagen) sind noch vorhanden. Ein Holzmodell der Schleife befindet sich im Bergbaumuseum Theuern.